# Kazimierz Bąkiewicz
Kazimierz Bąkiewicz – polski lekkoatleta, miotacz.
Brązowy medalista mistrzostw Polski w rzucie granatem (1951), z wynikiem 70,81.